# Fluorossi-trifluoro-metano
Il fluorossi-trifluorometano (nome sistematico: ipofluorito di trifluorometile) avente formula semistrutturale è CF3−OF, dalla quale si può vedere che è anche l'estere trifluorometilico dell'acido ipofluoroso (HO−F). Nella molecola l'atomo di carbonio è allo stato di ossidazione +4, come in CF4, mentre quello di ossigeno è a zero, diversamente da come di norma accade nei composti organici ossigenati.
Venne sintetizzato per la prima volta nel 1948. È un gas incolore, ossidante, tossico, con un odore pungente simile alla candeggina.

## Sintesi
L'ipofluorito di trifluorometile può essere preparato tramite fluorurazione catalitica di monossido di carbonio, anidride carbonica, fluoruro di carbonile o metanolo in presenza di un opportuno catalizzatore. A tale scopo si usano fluoruri di metalli quali  potassio, rubidio, cesio, sodio e argento.

Fluorurazione catalitica del fluoro fosgene.

È possibile altresì ottenere l'ipofluorito di trifluorometile per fluorurazione diretta di cianato di potassio.
Recentemente è stata riportata una sintesi dell'ipofluorito di trifluorometile per fluorurazione catalitica dell'anidride carbonica in presenza di fluoruro di nichel supportato su fluoruro di magnesio con alte rese (96,7%) e selettività (93,1%).

## Applicazioni
A seconda del substrato e delle condizioni di reazione può agire per via elettrofila o radicalica.

Reattività elettrofila fluorossi trifluoro metano

Nel primo caso può essere usato come sostituto del fluoro nelle reazioni di fluorurazione. Nel secondo caso può essere usato per sintetizzare eteri fluorurati.

Reattività radicalica fluorossi trifluoro metano

Tuttavia la sua scarsa stabilità ne preclude di fatto l'uso sia in laboratorio che su larga scala.

## Sicurezza
L'ipofluorito di trifluorometile è un composto tossico, corrosivo ed instabile. Se compresso, riscaldato o liquefatto può decomporre in maniera incontrollata formando ossigeno, fluoruro di carbonile e tetrafluoruro di carbonio. La reazione di decomposizione può essere innescata da materiali incompatibili quali grasso o superfici metalliche non passivate.
Esplode se messo in contatto con agenti riducenti quali acetilene o i più comuni solventi organici. Soluzioni di ipofluorito di trifluorometile (CF3OF) in benzene sono esplosive. Forma un addotto esplosivo con la piridina. Reagisce violentemente con sostanze basiche. Reagisce lentamente con l'umidità formando acido fluoridrico, ossigeno e anidride carbonica.